# Condizioni obiettive di punibilità
Le condizioni obiettive di punibilità, nel codice penale italiano, sono contemplate dagli articoli 44 e 158 co. 2:
- art. 44 codice penale: quando, per la punibilità del reato, la legge richiede il verificarsi di una condizione, il colpevole risponde del reato, anche se l'evento, da cui dipende il verificarsi della condizione, non è da lui voluto;
- art. 158, co. 2 codice penale: quando la legge fa dipendere la punibilità del reato dal verificarsi di una condizione, il termine della prescrizione decorre dal giorno in cui la condizione si è verificata. Nondimeno, nei reati perseguibili a querela, istanza o richiesta, il termine della prescrizione decorre dal giorno del commesso reato.

Secondo parte della dottrina, le condizioni obiettive di punibilità devono riferirsi ad un evento estraneo all'azione illecita, il cui verificarsi è sì necessario per la punibilità del reato, in chiave di politica criminale, ma non per la sua esistenza; per contro, gli accadimenti che attengono all'offesa del bene protetto e che accentrano in sé l'offensività del fatto e la ragione stessa dell'incriminazione, devono considerarsi non già condizioni di punibilità, ma elementi costitutivi del reato senza i quali il fatto mancherebbe dell'offesa tipica. Per il principio di personalità della responsabilità penale, pertanto, essi devono essere coperti dal dolo o dalla colpa, ossia essere previsti e voluti dall'agente, se il reato è doloso, o prevedibili ed evitabili, se il reato è colposo. Tale filone dottrinale riduce così l'insieme delle condizioni obiettive di punibilità alle cosiddette condizioni estrinseche; la dottrina che, invece, non ritiene necessario che le condizioni di punibilità accentrino la portata offensiva del reato, distinguono tra condizioni estrinseche e condizioni intrinseche, le quali attengono appunto alla sfera dell'offesa recata al bene penalmente protetto.
In quest'ultima ipotesi, tuttavia, può porsi un problema di compatibilità con il principio di personalità della responsabilità penale che la Corte costituzionale con le sentenze n. 364 e 1085 del 1988, ha elevato a principio di rango costituzionale: in relazione ai singoli elementi che contribuiscono a contrassegnare il disvalore oggettivo del tipo, invero, va ravvisata la rimproverabilità dell'autore del fatto perché possa concludersi per la sua personale responsabilità penale; soltanto gli elementi estranei alla materia del divieto (come le condizioni estrinseche di punibilità che, restringendo l'area del divieto, condizionano, appunto, quest'ultimo o la sanzione alla presenza di determinati elementi oggettivi) si sottraggono alla regola della rimproverabilità ex art. 27, primo comma, Cost.